# Flexenclosure

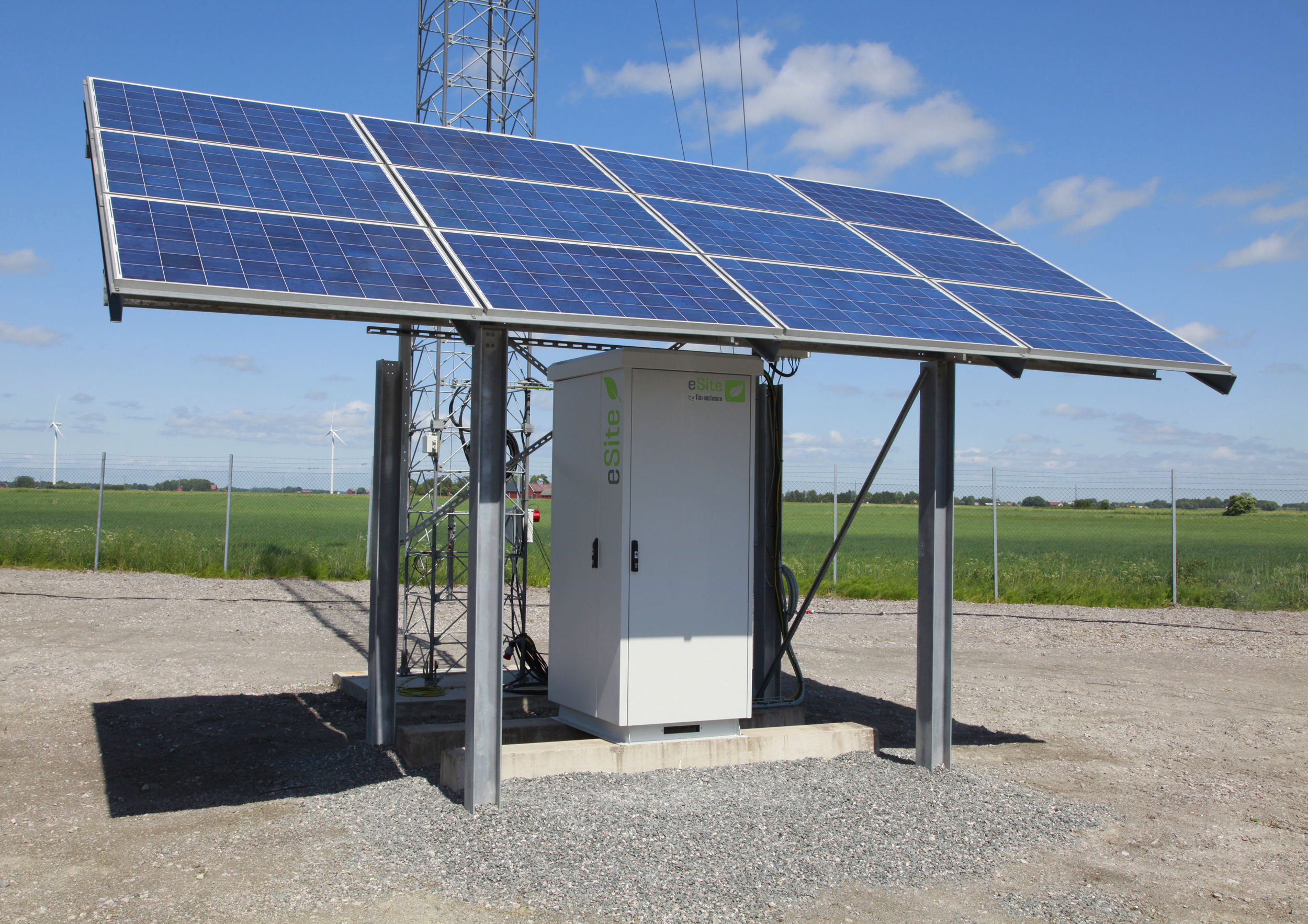
Гибридная система управления электроснабжением eSite

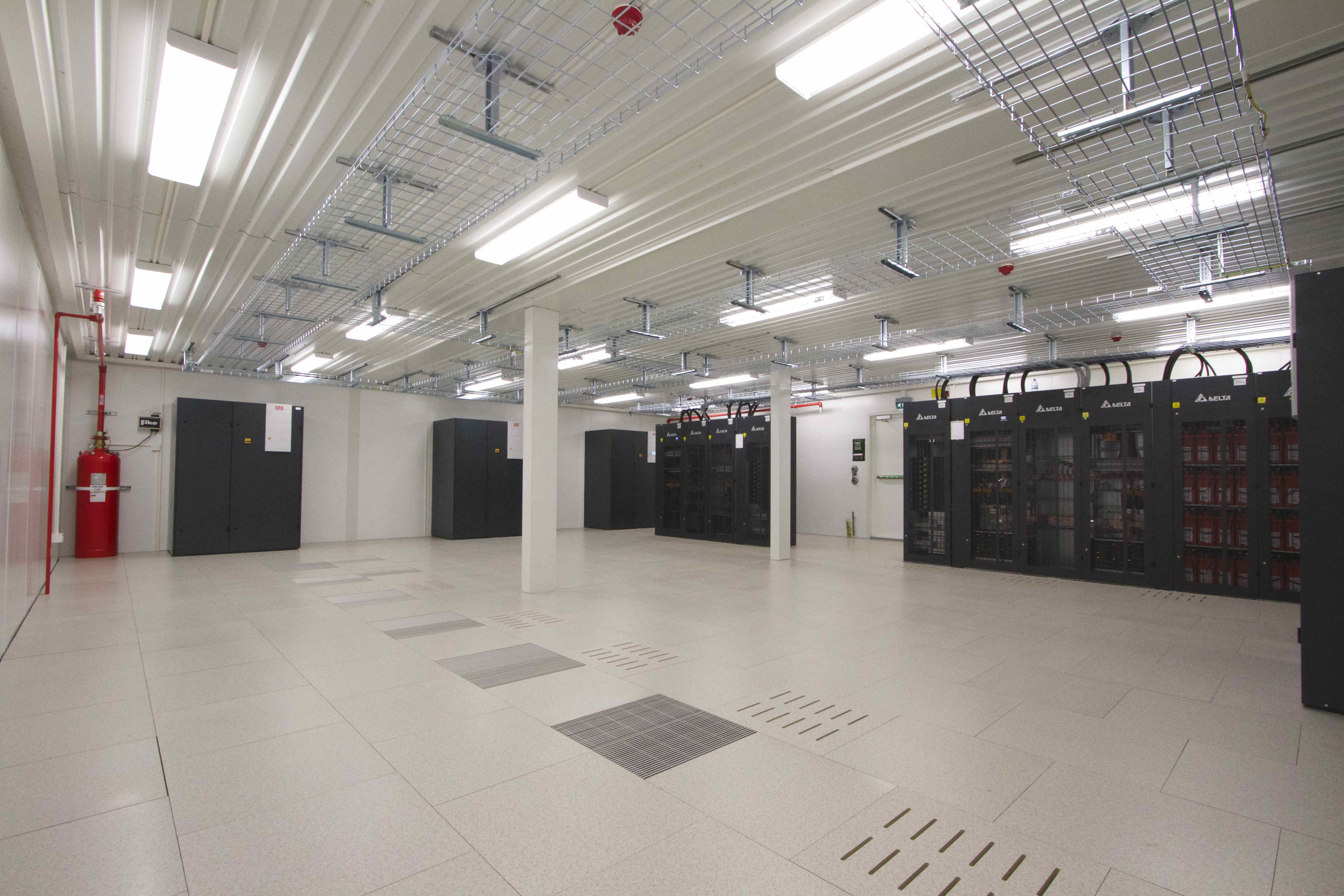
Предварительно изготовленный дата-центр eCentre

Flexenclosure AB — шведская компания производитель гибридных систем электроснабжения и предварительно изготовленных дата-центров. В 2011 году компания получила премию за наилучшую экологическую технологию (англ. Best Green Technology) от International Green Awards. В 2012 году продукт eSite компании Flexenclosure вошел в список 100 наиболее инновационных решений, поддерживающих экологическую устойчивость. В том же году компания стала лауреатом премии Global Mobile Awards от Ассоциации GSM (GSMA).

## История
Flexenclosure основана в 1989 году как дочернее предприятие Pharmadule Emtunga AB. В 2007 году компания стала независимой. По состоянию на 2013 год, Flexenclosure находится в частной собственности.  Её наибольшими акционерами являются: Industrifonden, шведский инвестиционный фонд; Pegroco Invest, частная инвестиционная компания Швеции; Andra AP-fonden (AP2), шведский пенсионный фонд; и Международная финансовая корпорация (МФК), глобальный орган развития частного сектора, входящий в Группу Всемирного банка. В мае 2013 года МФК инвестировал $24 млн долларов в Flexenclosure.
Штаб-квартира компании находится в Стокгольме, производственные мощности — в коммуне Вара на юге Швеции, с филиалами в Кении и Индии, а также заграничными офисами в Нигерии, Малайзии, Пакистане и ОАЭ. Компания обанкротилась в октябре 2019 года, подразделение электронных сайтов продолжает существовать после приобретения Pegroco под новым именем.

## Продукция
Flexenclosure имеет две основные линии продукции:

### eSite
eSite — это гибридная система управления электроснабжением, которая может работать либо как самостоятельный источник энергии с аварийным генератором,  либо в различных комбинациях с электросетью и возобновляемыми источниками энергии (солнечными, ветряными и др.). В 2012 году она получила премию Green Mobile Award от ассоциации GSMA.

### eCentre
eCentre — это торговая марка предварительно изготовленных дата-центров. eCentre — это предварительно оборудованное, самодостаточное, техническое и блочно-модульное помещение для размещения и питания информационного и телекоммуникационного оборудования. eCentre может включать один или более различных элементов, включая дата-центр, коммутационный центр, центр энергоснабжения, подстанцию и центр управления сетью (NOC).
Фабричное предварительное производство обеспечивает предсказуемость в отношении к общей стоимости проекта, а также постоянство качества; позволяет сократить время на месте разворачивания; предоставляет надёжность благодаря полному тестированию до поставки; а также гибкость и масштабируемость благодаря модульной архитектуре, делая будущее расширение или переконфигурацию значительно более простой и экономной.
Продукты eCentre разрабатываются и изготавливаются индивидуально на исследовательской и производственной базе компании Flexenclosure в Вараской коммуне до транспортировки на место сборки и ввода в эксплуатацию. eCentre в основном устанавливались в Западной, Центральной и Северной Африке, в таких странах как Нигерия и Мозамбик.

## Награды
Flexenclosure и её продукция удостоена таких наград:
- 2012 — Green Mobile Award  в рамках GSMA Global Mobile Awards.[7]
- 2011 — Best Green Technology в рамках International Green Awards.[6]
- 2011 — Best use of Mobile for Social & Economic Development в рамках GSMA Global Mobile Awards[14].
- 2010 — Green Telecoms Award в рамках AfricaCom Awards[15].
- 2008 — Most Innovative Carrier Infrastructure Award в рамках GSMA Global Mobile Awards.